# زيت الأفوكادو
زيت الأفوكادو (بالإنجليزية: Avocado oil) هو زيت صالح للأكل يتم استخراجه من لب ثمار نبات الأفوكادو.

## الانتشار
هي فاكهة موطنها أمريكا الوسطى، وتزرع في مناخات معتدلة و شبه استوائية دافئة في جميع أنحاء العالم.
المنتجون الرئيسيون لزيت الأفوكادو في العالم هم نيوزيلندا والمكسيك والولايات المتحدة وجنوب إفريقيا وتشيلي.

## الوصف

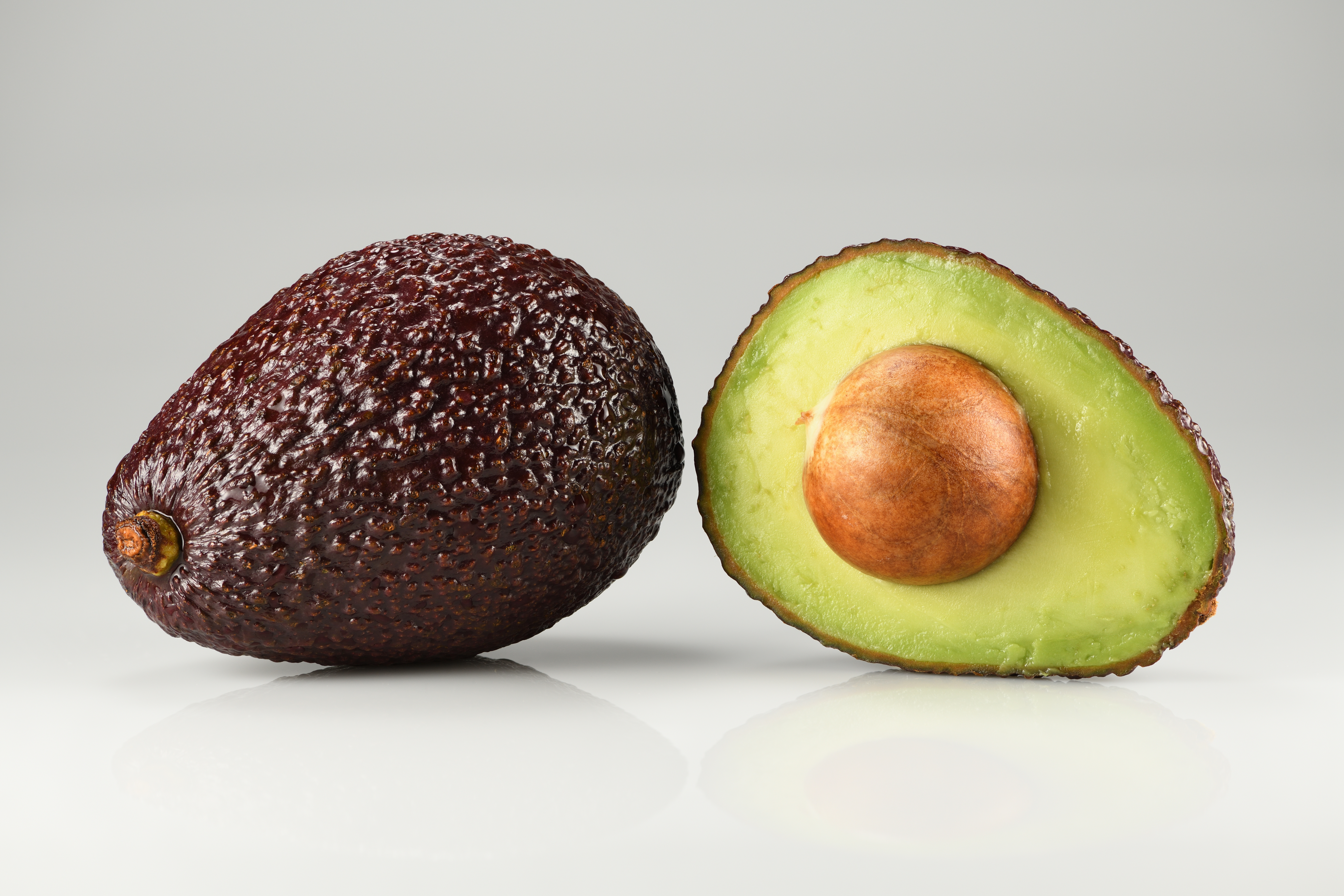
ثمار نبات الأفوكادو

يستخرج زيت الأفوكادو بشكل عام عن طريق تقشير الفاكهة وإزالة البذور منها، ثم هرس اللب وعصر الزيت.
يحتوي على نسبة عالية من الدهون الأحادية غير المشبعة والفيتامينات.
لا يستخرج زيت الأفوكادو من البذور، بل يُعصر من اللب اللحمي المحيط بنواة الأفوكادو، يتميز زيت الأفوكادو غير المكرر بنكهة مميزة ويحتوي على نسبة عالية من الأحماض الدهنية الأحادية غير المشبعة.
زيت الأفوكادو منخفض الحموضة بشكل طبيعي، يمكن استخدام زيت الأفوكادو غير المكرر والمكرر بأمان في أي طهي عالي الحرارة تقريبًا، بما في ذلك الخبز والقلي والشواء كجميع الزيوت.

## فوائد زيت الأفاكادو
يعتبر زيت الأفوكادو أحد مضادات الأكسدة ومفيد لصحة القلب، ومصدر كبير لفيتامين E وأوميغا 3 وأوميغا 9 والدهون غير المشبعة، كما أنه مفيد للبشرة والشعر والعينين.
زيت الأفوكادو البارد الغير مكرر صالح للأكل بشكل عام، مثل زيت الزيتون البكر الممتاز، لذلك يحتفظ بخصائص نكهة ولون لحم الثمرة.